# Красново
Красново е село в Южна България. То се намира в община Хисаря, област Пловдив.

## География
Селото е разположено на стар древен римски кръстопът: Пловдив – Копривщица – Търново и София – Ихтиман – Хисаря. По тази причина най-старото име на селото е било Кръстец, а по-късно Кръстово (Любен Каравелов го е записал като Крастово). Над селото, на връх Калето, са запазени зидове от крепост, която е охранявала кръстопътя. Запазени са и зидове на сграда, предполага се казарма, жилищни и стопански помещения за охранителите, тези останки се намират в местността „Секис арман“ (Осемте хармана) в съседство с крепостта. След завземането на крепостта от турците селото се измества по-надолу до реката, а манастирът „Св. Богородица“ в подножието на Калето, в местността „Манастира“, е разрушен. В житието на св. Ив. Рилски се споменава, че мощите са пренощували в „Кръстецкия манастир“. Допреди 50 – 60 години все още се е правел събор на Малка Богородица в тази местност. После този празник е забранен. При разкриване на основите на църквата е намерена мраморна икона но св. Богородица.
Наблизо е местността „Дъбравата“ – най-големият тракийски некропол в България, с над 270 могили на сравнително малка територия. Също така близо е и местността „Юрта“ – ливади, пасища и горички. Древният римски път към Хисаря се е използвал като коларски път и се е наричал „Айрянска пътека“. Другият път, който тръгва към Копривщица директно, без завои от селото, се нарича „Шошата“ (шосето).